# Nehi
Nehi war ein altägyptischer Wesir, der wahrscheinlich unter Pharao Ramses II. amtierte. Seine Existenz ist nicht gesichert, da es noch einen anderen Wesir aus der 20. Dynastie mit dem Namen Nehi gibt und alle Denkmäler diesem gehört haben können.
Nehi ist nur von zwei Statuen bekannt, die sich in Armant und Deir el-Medine fanden. Der Fundort der Statuen legt nahe, dass er ein Wesir mit oberägyptischem Amtsbereich war. Die wenigen Denkmäler deuten auf eine eher kurze Amtszeit hin, die bisher nicht weiter eingegrenzt werden kann.